# Kabinet-Schoof
Het kabinet-Schoof is sinds 2 juli 2024 het kabinet van Nederland. Het is een parlementair kabinet, oorspronkelijk gevormd door de Partij voor de Vrijheid (PVV), Volkspartij voor Vrijheid en Democratie (VVD), Nieuw Sociaal Contract (NSC) en BoerBurgerBeweging (BBB), onder voorzitterschap van de partijloze minister-president Dick Schoof. Het kabinet-Schoof werd bij aanvang gesteund door 88 van de 150 leden van de Tweede Kamer en 30 van de 75 leden in de Eerste Kamer. Sinds 3 juni 2025 is het demissionair nadat de PVV besloot uit de coalitie te stappen na onenigheid over asielmaatregelen. Daardoor functioneert kabinet-Schoof momenteel als een demissionair minderheidskabinet gevormd door de VVD, NSC en BBB.
Het is het eerste kabinet met een partijloze premier sinds het kabinet-Cort van der Linden (1913-1918). Schoof was de eerste minister-president die niet op het stembiljet voorkwam sinds Jelle Zijlstra in het kabinet-Zijlstra (1966-1967).

## Totstandkoming

### Formatie
De formatie van het kabinet-Schoof was het resultaat van de Tweede Kamerverkiezingen van 22 november 2023, waarbij de PVV de grootste partij werd met 37 zetels. Deze nam het initiatief in het vormen van een regeringscoalitie en ging besprekingen aan met NSC (20 zetels) en BBB (7 zetels). Alle drie de partijen hadden daarvoor nooit eerder aan een regering deelgenomen. De VVD (24 zetels) sloot zich als vierde aan, waarmee deze coalitie op steun van een meerderheid in de Tweede Kamer kon rekenen. De vier partijen hadden in de Eerste Kamer geen meerderheid.
Tijdens de formatie werd afgesproken dat het kabinet een extraparlementair karakter zou krijgen. Nadat bij aanvang de namen van de bewindslieden waren ingevuld, bleek het echter toch parlementair te zijn.

### Hoofdlijnenakkoord
PVV, VVD, NSC en BBB presenteerden op 16 mei 2024 een hoofdlijnenakkoord (originele versie), genaamd "HOOP, LEF EN TROTS", met daarin onder meer een strenger asielbeleid, het voornemen om de spreidingswet in te trekken, een ander kiesstelsel bij de verkiezingen voor de Tweede Kamer, oprichting van een constitutioneel hof, geen gedwongen krimp van de veestapel, geen onteigening van boeren en tuinders, vermindering van het aantal misdrijven dat verjaart, invoering van een taakstrafverbod bij fysiek geweld tegen hulpverleners, verzwaring van straffen voor zware misdrijven en het meer dan halveren van de individuele geldelijke bijdrage voor het eigen risico bij de zorgverzekering. Een ander doel werd om de taaleis voor naturalisatie te verhogen van A2 naar B1 en de termijn om in aanmerking te komen voor het Nederlanderschap te verhogen van vijf naar tien jaar woonachtig zijn in Nederland.

## Inhoudelijk

### Mestcrisis
Het kabinet-Schoof werd al aan het begin geconfronteerd met de aanhoudende mestcrisis in Nederland en zag zich genoodzaakt om een nieuwe mestwet naar de Tweede Kamer te sturen. Onder druk van de Europese regelgeving, waarbij Nederland stapsgewijs zijn uitzonderingspositie kwijtraakte, kwam minister van Landbouw, Visserij, Voedselzekerheid en Natuur Femke Wiersma (BBB) met een voorstel om de mestproductie verder te beperken. De wet introduceerde een systeem waarbij veehouders bij verkoop van hun bedrijf verplicht een deel van hun dierrechten moeten inleveren. Deze dierrechten zouden bepalen hoeveel vee een boer mag houden en daarmee ook de hoeveelheid mest die geproduceerd wordt.
Volgens het wetsvoorstel moeten melkveehouders 30% van hun dierrechten afstaan, varkenshouders 22% en pluimveehouders 13%. Dit leidde tot grote onvrede in de varkens- en pluimveesector, die al te maken hebben met financiële druk door stijgende kosten voor mestafvoer en relatief gezien minder bijdragen aan het mestoverschot dan de rundveesector. Wiersma stelde echter dat deze maatregelen noodzakelijk zijn om een generieke korting vanuit Brussel te voorkomen, die mogelijk tot een gedwongen inkrimping van de veestapel zou leiden.

### Noodrecht
Tijdens de formatie is tussen PVV, VVD, NSC en BBB afgesproken om een zogeheten 'asielcrisis' uit te roepen. Hierdoor kan er een asielnoodwet ingevoerd worden om de gestelde asielcrisis sneller aan te pakken. Het stelt het kabinet in staat om bepaalde onderdelen van de Vreemdelingenwet 2000 buiten werking te stellen zonder directe parlementaire goedkeuring.
Ten tijde van de Algemene politieke beschouwingen in de Tweede Kamer kwam er veel kritiek vanuit de oppositie op dit voorstel. Volt-leider Laurens Dassen beschreef het als een 'afleidingsroute' en SP-leider Jimmy Dijk had het over een 'doodlopende weg'. Veel partijen vreesden dat de procedure de parlementaire controle zou ondermijnen en dat de democratische waarborgen zouden worden verzwakt. GroenLinks-PvdA-leider Frans Timmermans stelde dat het gebruik van dit middel problematisch is in een democratische rechtstaat.
In de nacht van 24 op 25 oktober 2024 werd er tussen de Tweede Kamerfracties van PVV, VVD, NSC en BBB een deal bereikt over een nieuw asielpakket. Hiermee werd afgezien van het controversiële noodrecht. Volgens de afspraken moeten eind november dat jaar in Nederland grenscontroles plaatsvinden en onderzocht wordt of delen van Syrië veilig kunnen worden verklaard zodat vluchtelingen eerder kunnen worden teruggestuurd en worden asielvergunningen teruggebracht tot drie jaar. Meerderjarige kinderen in het buitenland zouden niet meer kunnen nareizen en door de rechtbank veroordeelde vluchtelingen verliezen makkelijker hun verblijfsstatus. Het pakket werd dezelfde dag aangenomen in de ministerraad.

### Vroegpensioen
Op 18 oktober 2024 bereikten de minister van Sociale Zaken en Werkgelegenheid Eddy van Hijum (NSC) en de vakbonden een akkoord over het behoud van vroegpensioen. Hiermee kunnen mensen met een zwaar beroep eerder stoppen met werken. Al sinds december 2023 werd er gediscussieerd over een nieuwe regeling voor vroegpensioen. De destijds geldende regeling stopt per 2026. In de nieuwe permanente regeling wordt het mogelijk om drie jaar eerder te stoppen met werken als het beroep wordt aangemerkt als zwaar. Aan het begin van de kabinetsperiode waren er verschillende stakingen vanuit FNV en lange tijd stonden de partijen lijnrecht tegenover elkaar. Echter, na toezeggingen van minister Van Hijum kwamen FNV en CNV toch weer om de tafel.

### Onderwijsbegroting
Eind november werd duidelijk dat PVV, VVD, NSC en BBB een deal moesten sluiten met een deel van de oppositie zodat de onderwijsbegroting niet zou sneuvelen in de Eerste Kamer. Duidelijk was dat een aantal partijen de geplande 2 miljard aan bezuinigingen wilde terugdraaien. Dit was een probleem voor de coalitie, aangezien ze geen meerderheid hadden in de Eerste Kamer. Daarom ging de coalitie in onderhandeling met D66, CDA, SGP, ChristenUnie en JA21.
Op 5 december stapte D66 uit het 'monsterverbond', omdat zij het niet eens waren met de voorstellen die de coalitie op tafel had gelegd. Volgens fractievoorzitter Rob Jetten kwam er onvoldoende uit de onderhandelingen. Uiteindelijk leidden de gesprekken op 11 december toch tot een akkoord met een deel van de oppositie. Het resultaat was dat er een streep ging door ongeveer 750 miljoen euro van de 2 miljard aan bezuinigingen. Zo kwam de geplande langstudeerboete er niet, bleef de maatschappelijke diensttijd overeind, werd er ruim 100 miljoen euro minder bezuinigd op internationale studenten, en ging er een streep door een geplande bezuiniging op godsdienstig onderwijs.

## Samenstelling
De PVV leverde vijf ministers en vier staatssecretarissen, de VVD en NSC elk vier ministers en drie staatssecretarissen en BBB twee ministers en drie staatssecretarissen. Schoof werd als minister van Algemene Zaken de zestiende minister.
Geen enkele minister was voorheen al eens minister. Het laatst kwam dit in 1905 voor. Voor premier Schoof werd dit zijn eerste politieke functie. Twee bewindspersonen hebben eerder deelgenomen aan een kabinet: staatssecretaris Mariëlle Paul was minister in het kabinet-Rutte IV en minister Mona Keijzer is staatssecretaris geweest in het kabinet-Rutte III. Niet alle bewindslieden zijn lid van een politieke partij. Zo kent de grootste vertegenwoordigende partij PVV in het kabinet geen enkel PVV-lid, aangezien deze partij slechts een lid heeft: partijleider Geert Wilders.

### Wijziging ministeries
Bij de verdeling van de ministerposten werden enkele wijzigingen aangebracht in ministeries en portefeuilles. Het ministerie van Landbouw, Natuur en Voedselkwaliteit werd hernoemd naar ministerie van Landbouw, Visserij, Voedselzekerheid en Natuur, en het ministerie van Economische Zaken en Klimaat naar ministerie van Economische Zaken. Er werden drie nieuwe ministeries opgericht: het ministerie van Asiel en Migratie (A&M), het ministerie van Klimaat en Groene Groei (KGG) en, na een eerdere opheffing in 2010, het ministerie van Volkshuisvesting en Ruimtelijke Ordening (VRO), dat opnieuw werd ingericht.
Verder verdwenen de ministersposten voor Rechtsbescherming, Langdurige Zorg en Sport, Primair en Voortgezet Onderwijs, Klimaat en Energie, Armoedebeleid, Participatie en Pensioenen en Natuur en Stikstof. Sommige van deze taken werden opnieuw toegewezen aan staatssecretarissen in het nieuwe kabinet. De minister voor Volkshuisvesting en Ruimtelijke Ordening, die in het kabinet-Rutte IV een minister zonder portefeuille was, werd vervangen door de minister van Volkshuisvesting en Ruimtelijke Ordening, waarmee de minister weer aan het hoofd stond van een ministerie.

### Ambtsbekleders
| Ambtsbekleders | Ambtsbekleders | Ambtsbekleders                        | Minister / Ministerie         | Minister / Ministerie                          | Termijn                    | Partij |
| -------------- | -------------- | ------------------------------------- | ----------------------------- | ---------------------------------------------- | -------------------------- | ------ |
|                |                | drs. H.W.M. (Dick) Schoof (1957)      | Minister-president / Minister | Algemene Zaken                                 | 2 juli 2024 – heden        | O      |
|                |                | M. (Fleur) Agema MA (1976)            | Vicepremier / Minister        | Volksgezondheid, Welzijn en Sport              | 2 juli 2024 – 3 juni 2025  | PVV    |
|                |                | dr. Y.J. (Eddy) van Hijum (1972)      | Minister                      | Volksgezondheid, Welzijn en Sport              | 3 juni 2025 – 19 juni 2025 | NSC    |
|                |                | dr. D.E.M.C. (Daniëlle) Jansen (1970) | Minister                      | Volksgezondheid, Welzijn en Sport              | 19 juni 2025 – heden       | NSC    |
|                |                | drs. S.Th.M. (Sophie) Hermans (1981)  | Vicepremier / Minister        | Klimaat en Groene Groei                        | 2 juli 2024 – heden        | VVD    |
|                |                | dr. Y.J. (Eddy) van Hijum (1972)      | Vicepremier / Minister        | Sociale Zaken en Werkgelegenheid               | 2 juli 2024 – heden        | NSC    |
|                |                | mr.drs. M.C.G. (Mona) Keijzer (1968)  | Vicepremier / Minister        | Volkshuisvesting en Ruimtelijke Ordening       | 2 juli 2024 – heden        | BBB    |
|                |                | mr. J.J.M. (Judith) Uitermark (1971)  | Minister                      | Binnenlandse Zaken en Koninkrijksrelaties      | 2 juli 2024 – heden        | NSC    |
|                |                | drs. C.C.J. (Caspar) Veldkamp (1964)  | Minister                      | Buitenlandse Zaken                             | 2 juli 2024 – heden        | NSC    |
|                |                | D.M. (David) van Weel (1976)          | Minister                      | Justitie en Veiligheid                         | 2 juli 2024 – heden        | VVD    |
|                |                | E. (Eelco) Heinen (1981)              | Minister                      | Financiën                                      | 2 juli 2024 – heden        | VVD    |
|                |                | D.S. (Dirk) Beljaarts (1978)          | Minister                      | Economische Zaken                              | 2 juli 2024 – 3 juni 2025  | PVV    |
|                |                | E. (Eelco) Heinen (1981)              | Minister                      | Economische Zaken                              | 3 juni 2025 – 19 juni 2025 | VVD    |
|                |                | V.P.G. (Vincent) Karremans (1986)     | Minister                      | Economische Zaken                              | 19 juni 2025 – heden       | VVD    |
|                |                | R.P. (Ruben) Brekelmans (1986)        | Minister                      | Defensie                                       | 2 juli 2024 – heden        | VVD    |
|                |                | dr. E.E.W. (Eppo) Bruins (1969)       | Minister                      | Onderwijs, Cultuur en Wetenschap               | 2 juli 2024 – heden        | NSC    |
|                |                | B. (Barry) Madlener (1969)            | Minister                      | Infrastructuur en Waterstaat                   | 2 juli 2024 – 3 juni 2025  | PVV    |
|                |                | drs. S.Th.M. (Sophie) Hermans (1981)  | Minister                      | Infrastructuur en Waterstaat                   | 3 juni 2025 – 19 juni 2025 | VVD    |
|                |                | ing. R. (Robert) Tieman (1976)        | Minister                      | Infrastructuur en Waterstaat                   | 19 juni 2025 – heden       | BBB    |
|                |                | F.M. (Femke) Wiersma (1984)           | Minister                      | Landbouw, Visserij, Voedselzekerheid en Natuur | 2 juli 2024 – heden        | BBB    |
|                |                | M.H.M. (Marjolein) Faber (1960)       | Minister                      | Asiel en Migratie                              | 2 juli 2024 – 3 juni 2025  | PVV    |
|                |                | D.M. (David) van Weel (1976)          | Minister                      | Asiel en Migratie                              | 3 juni 2025 – heden        | VVD    |

| Ambtsbekleders | Ambtsbekleders | Ambtsbekleders                       | Minister z. portefeuille / Beleidsterrein / Ministerie | Minister z. portefeuille / Beleidsterrein / Ministerie          | Termijn                    | Partij |
| -------------- | -------------- | ------------------------------------ | ------------------------------------------------------ | --------------------------------------------------------------- | -------------------------- | ------ |
|                |                | drs. R.J. (Reinette) Klever (1967)   | Minister                                               | • Buitenlandse Handel en Ontwikkelingshulp (Buitenlandse Zaken) | 2 juli 2024 – 3 juni 2025  | PVV    |
|                |                | drs. C.C.J. (Caspar) Veldkamp (1964) | Minister                                               | • Buitenlandse Handel en Ontwikkelingshulp (Buitenlandse Zaken) | 3 juni 2025 – 19 juni 2025 | NSC    |

| Ambtsbekleders | Ambtsbekleders | Ambtsbekleders                            | Staatssecretaris / Portefeuille / Ministerie | Staatssecretaris / Portefeuille / Ministerie | Termijn                        | Partij |
| -------------- | -------------- | ----------------------------------------- | -------------------------------------------- | --- | ------------------------------ | ------ |
|                |                | drs. F.Z. (Zsolt) Szabó (1961)            | Staatssecretaris                             | • Informatiesamenleving • Digitalisering • Koninkrijksrelaties • Open Data • Digitale Rijksdienst (Binnenlandse Zaken en Koninkrijksrelaties) | 2 juli 2024 – 3 juni 2025      | PVV    |
|                |                | E. (Eddie) van Marum (1968)               | Staatssecretaris                             | • Herstel Groningen • Perspectief Groningen • Nationaal Coördinator Groningen • Instituut Mijnbouwschade • Informatiesamenleving • Digitalisering • Koninkrijksrelaties • Open Data • Digitale Rijksdienst (Binnenlandse Zaken en Koninkrijksrelaties)             | 2 juli 2024 – heden            | BBB    |
|                |                | mr. H. (Hanneke) Boerma (1975)            | Staatssecretaris                             | • Buitenlandse Handel (Buitenlandse Zaken) | 19 juni 2025 – heden           | NSC    |
|                |                | drs. F.L. (Folkert) Idsinga (1971)        | Staatssecretaris                             | • Fiscale Zaken • Belastingdienst • Staatsloterij • Douane (Financiën) | 2 juli 2024 – 1 november 2024  | NSC    |
|                |                | drs. T. (Tjebbe) van Oostenbruggen (1979) | Staatssecretaris                             | • Fiscale Zaken • Belastingdienst • Staatsloterij • Douane (Financiën) | 15 november 2024 – heden       | NSC    |
|                |                | mr. N. (Nora) Achahbar (1982)             | Staatssecretaris                             | • Herstel en Toeslagen • Douane (Financiën) | 2 juli 2024 – 15 november 2024 | NSC    |
|                |                | mr. S.Th.P.H. (Sandra) Palmen (1972)      | Staatssecretaris                             | • Herstel en Toeslagen • Douane (Financiën) | 12 december 2024 – heden       | NSC    |
|                |                | G.P. (Gijs) Tuinman (1979)                | Staatssecretaris                             | • Materieelvoorzieningen • Bedrijfsvoering • Personeelsbeleid (Defensie) | 2 juli 2024 – heden            | BBB    |
|                |                | V. (Vicky) Maeijer (1986)                 | Staatssecretaris                             | • Welzijnsbeleid • Ouderenbeleid • Gehandicaptenbeleid • Maatschappelijke Zorg • Verpleging en Verzorging (Volksgezondheid, Welzijn en Sport) | 2 juli 2024 – 3 juni 2025      | PVV    |
|                |                | dr. N.J.F. (Nicki) Pouw-Verweij (1991)    | Staatssecretaris                             | • Welzijnsbeleid • Ouderenbeleid • Gehandicaptenbeleid • Maatschappelijke Zorg • Verpleging en Verzorging (Volksgezondheid, Welzijn en Sport) | 19 juni 2025 – heden           | BBB    |
|                |                | V.P.G. (Vincent) Karremans (1986)         | Staatssecretaris                             | • Geestelijke Gezondheidszorg • Preventie • Jeugdbeleid • Medische Ethiek • Biotechnologie • Oorlogsgetroffenen • Sport (Volksgezondheid, Welzijn en Sport) | 2 juli 2024 – 19 juni 2025     | VVD    |
|                |                | drs. J.Z.C.M. (Judith) Tielen (1972)      | Staatssecretaris                             | • Geestelijke Gezondheidszorg • Preventie • Jeugdbeleid • Medische Ethiek • Biotechnologie • Oorlogsgetroffenen • Sport (Volksgezondheid, Welzijn en Sport) | 19 juni 2025 – heden           | VVD    |
|                |                | drs. J.N.J. (Jurgen) Nobel (1988)         | Staatssecretaris                             | • Participatie • Armoedebeleid • Bijstandszaken • Arbeidsomstandigheden • Integratie • Kinderopvang • Inburgering (Sociale Zaken en Werkgelegenheid) | 2 juli 2024 – heden            | VVD    |
|                |                | I. (Ingrid) Coenradie (1987)              | Staatssecretaris                             | • Rampenbestrijding • Crisisbeheersing • Hulpverlening • Gevangeniswezen • Reclassering • Inburgering (Justitie en Veiligheid) | 2 juli 2024 – 3 juni 2025      | PVV    |
|                |                | mr. dr. T.H.D. (Teun) Struycken (1969)    | Staatssecretaris                             | • Rechtsbescherming • Privaatrecht • Privacybeleid • Personen- en Familierecht • Jeugdbescherming • Kansspelen • Delinquentenzorg • Rehabilitatie • Rampenbestrijding • Crisisbeheersing • Hulpverlening • Gevangeniswezen • Reclassering (Justitie en Veiligheid) | 2 juli 2024 – heden            | NSC    |
|                |                | drs. M.L.J. (Mariëlle) Paul (1966)        | Staatssecretaris                             | • Primair Onderwijs • Voortgezet Onderwijs • Speciaal Onderwijs • Volwasseneneducatie • Lerarenbeleid • Emancipatie (Onderwijs, Cultuur en Wetenschap) | 2 juli 2024 – heden            | VVD    |
|                |                | C.A. (Chris) Jansen (1966)                | Staatssecretaris                             | • Spoorwegen • Openbaar Vervoer • Milieuzaken • KNMI (Infrastructuur en Waterstaat) | 2 juli 2024 – 3 juni 2025      | PVV    |
|                |                | A.A. (Thierry) Aartsen (1989)             | Staatssecretaris                             | • Spoorwegen • Openbaar Vervoer • Milieuzaken • KNMI (Infrastructuur en Waterstaat) | 19 juni 2025 – heden           | VVD    |
|                |                | ir. J.F. (Jean) Rummenie (1953)           | Staatssecretaris                             | • Visserij • Tuinbouw • Natuur en Biodiversiteit • Staatsbosbeheer (Landbouw, Visserij, Voedselzekerheid en Natuur) | 2 juli 2024 – heden            | BBB    |

#### Personele wijzigingen
- Op 1 november 2024 bood staatssecretaris van Financiën Folkert Idsinga de Koning zijn ontslag aan, na het krijgen van kritiek uit de coalitie op zijn weigering te voldoen aan de eis van de Tweede Kamer om zijn zakelijke belangen in detail te openbaren. Het ontslag werd dezelfde dag verleend.[20] Op 15 november 2024 werd Tjebbe van Oostenbruggen benoemd als zijn opvolger.[21]
- Op 15 november 2024 bood staatssecretaris van Financiën Nora Achahbar de Koning haar ontslag aan wegens "polariserende omgangsvormen, waardoor zij haar werk niet langer effectief kon en wilde vervullen". Het ontslag werd dezelfde dag verleend.[22] Op 12 december 2024 werd Sandra Palmen benoemd als haar opvolger; de portefeuille Douane werd overgenomen door staatssecretaris Van Oostenbruggen.[23]

## Val
Op 26 mei 2025 presenteerde Wilders een tienpuntenplan over nieuwe asielmaatregelen, waarmee hij het hoofdlijnenakkoord van de coalitie wilde openbreken. Dit plan hield in de basis in dat binnen enkele weken alle Nederlandse grenzen dicht moesten voor nieuwe asielzoekers, en dat bovendien alle Syriërs die op dat moment in Nederland verbleven moesten worden teruggestuurd naar hun land van herkomst.
Een week later, op 2 juni, vond er een coalitieoverleg tussen de partijen plaats. De andere coalitiepartijen hielden het erop dat de PVV gewoon aan de slag kon om Wilders' voorgestelde nieuwe plan uit te werken. Wilders bemerkte naar eigen zeggen zelf bij zijn coalitiegenoten geen bereidheid om direct iets te doen. Voor de verzamelde pers stelde hij dat "het er niet goed uit ziet" en dat ze er nog "een nachtje over zouden slapen". In de ochtend van 3 juni verzocht hij de andere coalitieleiders om alsnog akkoord te gaan met zijn tienpuntenplan. Dit werd geweigerd, en ze vroegen Wilders in plaats daarvan het puntenplan aan zijn minister van Asiel en Migratie, Marjolein Faber, voor te leggen. Inhoudelijk was er geen discussie over asiel. Na een kort overleg kondigde Wilders aan zijn bewindspersonen terug te zullen trekken uit het kabinet. De coalitiegenoten en oppositie verweten hem geen verantwoordelijkheid te nemen. Later die dag werden de negen PVV-bewindslieden desgevraagd door koning Willem-Alexander uit hun functies ontheven. Het aangeboden ontslag van de overige bewindslieden werd door hem in overweging genomen, waarmee het kabinet-Schoof demissionair werd. 
Hiermee werd dit het op twee na kortste reguliere kabinet na de Tweede Wereldoorlog. Alleen Balkenende-I (87 dagen) en Van Agt-II (244 dagen), zaten korter.
Op 3 juli 2025 werden alsnog strengere asielwetten aangenomen door de Tweede Kamer, met instemming van de PVV-fractie.